# مهدی صدقدار
مهدی صدقدار (زاده ۲۳ دی ۱۳۵۵) مهندس برق و یوتیوبر ایرانی–کانادایی است. موضوع ویدیوهای او آزمایش‌های الکتریکی است که اغلب با اشتباهاتی همراه است. او عمداً با ایجاد شوک الکتریکی و گاهی آتش، قصد دارد خطرات کار با برق را در صورت رعایت نکردن اصول آن نمایش دهد. تا تاریخ آوریل ۲۰۲۴ کانال یوتیوب وی، بیش از ۷ میلیون مشترک داشته است. پربازدیدترین ویدیوی او «چگونه یک گیتار الکتریک نسازیم» ۲۱میلیون بازدید دارد که خطرات کار با برق را به تصویر می‌کشد.

## زندگی‌نامه
صدقدار در ۲۳ دی ۱۳۵۵ در تهران زاده شد. او هم‌اکنون در ونکوور کانادا زندگی می‌کند. او مدرک کارشناسی خود را در سال ۱۹۹۹ از دانشگاه تهران و کارشناسی ارشد را از دانشکده مهندسی دانشگاه سایمون فریزر در سال ۲۰۰۶ گرفت.